# Млиник (Підляське воєводство)
Млиник (пол. Młynik) — село в Польщі, у гміні Снядово Ломжинського повіту Підляського воєводства.
Населення — 125 осіб (2011).
У 1975-1998 роках село належало до Ломжинського воєводства.

## Демографія
Демографічна структура станом на 31 березня 2011 року:
|          | Загалом | Допрацездатний вік | Працездатний вік | Постпрацездатний вік |
| -------- | ------- | ------------------ | ---------------- | -------------------- |
| Чоловіки | 63      | 20                 | 35               | 8                    |
| Жінки    | 62      | 19                 | 32               | 11                   |
| Разом    | 125     | 39                 | 67               | 19                   |